# Frédéric Brisson
Pour les articles homonymes, voir Brisson.
Frédéric Brisson est un pianiste, compositeur et pédagogue français né le 25 décembre 1821 à Angoulême et mort le 18 février 1900 à Orléans.

## Biographie
Claude Frédéric Brisson naît le 25 décembre 1821 à Angoulême,,.
Autodidacte, il se produit en public dès l'âge de douze ans et commence à enseigner le piano à quinze ans,.
Comme compositeur, il travaille l'harmonie avec Alexis de Garaudé et publie ses premières compositions à partir des années 1840, des pièces qui connaissent le succès, notamment les caprices Arabesque op. 19, Pluie d'or op. 25, L'Américaine op. 30 ou la barcarolle L'Ondine.
À la fin de 1846, Frédéric Brisson se fixe à Paris et donne de nombreux concerts durant quinze ans.
Il est également un pédagogue recherché et attache son nom à la vulgarisation et l'expansion de l'harmonium,.
Pour Arthur Pougin, il est le premier, et non Thalberg, à avoir eu l'idée d'écrire la musique avec deux sortes de grosseurs de notes afin de distinguer des idées musicales,. 
Comme compositeur, Brisson est l'auteur de plus de 150 pièces pour piano, des divertissements, caprices, études, nocturnes et fantaisies, notamment, de plusieurs duos pour violon et piano sur des airs d'opéras célèbres et d'une opérette, Les Ruses villageoises (1863).
Il a également publié plusieurs ouvrages didactiques, dont Études de style et de mécanisme pour piano (1850), Nouvelle Méthode élémentaire d'orgue-harmonium (1864), Méthode d'orgue de salon (1874) et École d'orgue traitant spécialement de la soufflerie (1877).
Frédéric Brisson meurt le 18 février 1900 à Orléans,.